# Neuenkirchen (Cuxhaven)
Neuenkirchen è un comune di 1.428 abitanti della Bassa Sassonia, in Germania.
Appartiene al circondario (Landkreis) di Cuxhaven (targa CUX) ed è parte della comunità amministrativa (Samtgemeinde) di Land Hadeln.